# André Beauneveu
André Beauneveu (Valenciennes, 1360 - 1413) fou un escultor i miniaturista francès. Va treballar a la cort francesa, per a Lluís II de Flandes i per a Joan I de Berry. Com a escultor, es coneixen quatre estàtues seves a la basílica de Saint-Denis: Felip VI, Joan II, Carles V i Joana de Borbó. Com a miniaturista, la seva única atribució segura són els Profetes i Apòstols del Salteri del duc de Berry (1380 - 1385, Biblioteca Nacional de França, París). L'estil de Beauneveu preludia el corrent naturalista que predominarà al nord d'Europa al segle xv. Es creu que al taller de Beauneveu va ser on es va utilitzar per primera vegada la grisalla. Com a escultor, es va especialitzar en escultura funerària.